# Погорельцево (Глубоковская волость)
Погорельцево — деревня в Опочецком районе Псковской области. Входит в состав Глубоковской волости.
Расположена в 25 км к востоку от города Опочка и в 5 км к северу от волостного центра, деревни Глубокое.
Численность населения по состоянию на 2000 год составляла 15 человек.
По воспоминаниям старожилов, Погорельцево было основано вместо сгоревшей дотла в результате пожара деревни, на средства графа Петра Александровича Гейдена.